# Powiat Minami-Uonuma
Powiat Minami-Uonuma (jap. 南魚沼郡 Minami-Uonuma-gun) – powiat w Japonii, w prefekturze Niigata. W 2024 roku liczył 7646 mieszkańców.

## Miejscowości
- Yuzawa